# Noisy-sur-Oise
Noisy-sur-Oise é uma comuna francesa na região administrativa da Ilha de França, no departamento do Vale do Oise. Estende-se por uma área de 3.79 km². Em 2010 a comuna tinha 663 habitantes (densidade: 174,9 hab./km²).